# Najette Ouerghi
Najette Ouerghi, quelquefois orthographié Najet Ouerghi, née le 25 décembre 1949 à Téboursouk, est une poétesse tunisienne. Elle écrit en français et en arabe.

## Biographie
Najette Ouerghi naît en 1949 à Téboursouk, ville du nord de la Tunisie, située sur le flanc d'une montagne. Elle effectue ses études primaires sur place, puis secondaires à Tunis. Elle part poursuivre une formation universitaire au Canada puis en France, où elle étudie la langue et la littérature russe à Lyon,. 
Elle revient ensuite en Tunisie, où elle enseigne le français, écrit des poèmes, et anime une émission littéraire à la radio, Masâlik al'adab (Itinéraires vers la littérature). En 1993, elle publie un premier recueil de poésie intitulé Nuages. Trois ans plus tard, en 1996, elle publie un autre recueil, cette fois en arabe, Anâ lastu sâ'ira (Poétesse, je ne suis). En 1997, elle reprend, quelque temps, des études et obtient une maîtrise ès langue et littérature françaises à l'Institut supérieur de la formation continue de Tunis. Elle devient ensuite inspectrice dans l'enseignement primaire. Elle publie un nouveau recueil en français en 2003, Amours proches et lointaines, rédige également des poèmes en russe et anime pendant plusieurs années, à l'Union des écrivains tunisiens, un cercle d'études sur la littérature tunisienne d'expression française. Elle effectue également des traductions,,,.